# Бжана (Малопольське воєводство)
Бжана (пол. Brzana) — село в Польщі, у гміні Бобова Горлицького повіту Малопольського воєводства.
Населення — 1411 осіб (2011).

## Демографія
Демографічна структура станом на 31 березня 2011 року:
|          | Загалом | Допрацездатний вік | Працездатний вік | Постпрацездатний вік |
| -------- | ------- | ------------------ | ---------------- | -------------------- |
| Чоловіки | 717     | 229                | 428              | 60                   |
| Жінки    | 694     | 207                | 345              | 142                  |
| Разом    | 1411    | 436                | 773              | 202                  |